# Benson, North Carolina
Benson är en kommun (town) i Johnston County i North Carolina. Vid 2020 års folkräkning hade Benson 3 967 invånare.